# Mille idee dei Giganti
Mille idee dei Giganti è il secondo album in studio del gruppo italiano I Giganti, pubblicato in Italia nel 1969.

## Il disco
L'album viene pubblicato dalla Ri-Fi quando il complesso si è ufficialmente sciolto per la prima volta e alcuni brani sono rimasti in forma di provino. Nessuna canzone del disco venne pubblicata su singolo.
Successivamente il brano "Le stagioni del nostro amore" venne inciso dal duo dei fratelli Di Martino, "Mino e Sergio", nel loro primo singolo dello stesso anno, Il cinema/Le stagioni del nostro amore (Dischi Ricordi)
Sono presenti due cover: Il lavoro, versione in italiano di Even The Bad Times Are Good dei Tremeloes, con il testo scritto da Herbert Pagani e Ricky Gianco; la seconda cover è L'amore ha i tuoi occhi, canzone già presentata al Festival di Sanremo 1965 da Bruno Filippini e Yukari Itō.
La ballata delle streghe è l'unico brano strumentale dell'album.
Il disco è stato ristampato in CD dalla On Sale Music nel 2000 con sette bonus track, canzoni dei Giganti pubblicate all'epoca solo su singolo a 45 giri, tra cui Ce vo' tiempo e 'na guagliona yè-yè, presentate dal gruppo al Festival di Napoli 1966.

## Tracce
Lato A
1. Arrivano i Giganti – 2:37 (testo: Goffredo Canarini – musica: Michele Francesio)
2. Le stagioni del nostro amore – 1:59 (testo: Goffredo Canarini – musica: Michele Francesio)
3. Il castello di Samuele – 2:25 (testo: Goffredo Canarini – musica: Michele Francesio)
4. I problemi – 2:14 (testo: Goffredo Canarini – musica: Michele Francesio)
5. Il lavoro – 2:22 (testo: Herbert Pagani e Ricky Gianco – musica: Mitch Murray e Peter Callander) – Cover di "Even The Bad Times Are Good" dei Tremeloes
6. Notturno d'amore – 2:02 (testo: Goffredo Canarini – musica: Michele Francesio)

Durata totale: 13:39
Lato B
1. Una poesia che finirete voi – 3:39 (testo: Goffredo Canarini – musica: Mino Di Martino)
2. Vorrei cambiare il mondo – 2:53 (testo: Goffredo Canarini – musica: Michele Francesio)
3. L'amore ha i tuoi occhi – 2:25 (testo: Vito Pallavicini – musica: Gorni Kramer)
4. Un momento d'amore – 2:28 (testo: Goffredo Canarini – musica: Michele Francesio)
5. La ballata delle streghe – 1:30 (musica: Michele Francesio)

Durata totale: 12:55
Bonus tracks (solo su CD - On Sale Music (52 OSM 48))
1. Ce vo' tiempo – 2:20 (testo: Franco Maresca – musica: Mario Pagano; edizioni musicali Casa Editrice Ferdinando Bideri)
2. 'na guagliona yè-yè – 2:27 (testo: Marcello Zanfagna – musica: Luciano Zotti; edizioni musicali C.A.Rossi editore)
3. La tomba dell'amore – 3:02 (testo: Albula – musica: Arrigo Amadesi)
4. Tabù – 1:58 (testo: Antonio Mennillo – musica: Michele Francesio)
5. Summertime – 4:34 (testo: Mario Panzeri – musica: George Gershwin)
6. Sixteen Tons – 3:23 (Merle Travis)
7. Sono nel sogno verde di un vegetale – 3:09 (Merle Travis)

Durata totale: 20:53

## Formazione
- Mino Di Martino - voce, chitarra
- Checco Marsella - voce, tastiere, mellotron
- Sergio Di Martino - voce, basso, chitarra
- Enrico Maria Papes - voce, batteria